# Йоганн ван Бетховен
Йоганн ван Бетховен (нім. Johann van Beethoven; 14 листопада 1740 — 18 грудня 1792) — німецький співак та учитель фламандського походження. Батько відомого композитора Людвіга ван Бетховена.

## Біографія
Йоганн ван Бетховен народився 14 листопада 1740 року в містечку Бонн, був сином Людвіга ван Бетховена (старшого). Йоганн проявив музичний талант і приєднався до двору, перш за все як співак, в 1764 році. На додаток до співу (його діапазон, зазвичай описуваний як діапазон тенора, міг розширюватися до альта і навіть більш високих регістрів), він грав на скрипці і цитрі, а також грав і викладав клавішні інструменти того часу, включаючи клавесин і клавікорд.
Він познайомився зі своєю майбутньою дружиною Марією Магдаленою Кеверіх під час поїздки в Еренбрейтштайн. Вона і Йоганн одружилися 12 листопада 1767 року в католицькій церкві Святого Ремігія в Бонні. У них було семеро дітей, троє з яких дожили до повноліття.
Йоганн зрозумів талант Людвіга і став його першим учителем. Однак, за свідченням ряду свідків, він був жорстоким батьком. «Було кілька днів, коли Людвіга не били, щоб змусити його сісти за рояль», — розповідав один з друзів дитинства Людвіга. Придворний радник повідомив, що Йоганн іноді замикав Людвіга в підвалі. Всякий раз, коли Людвіг грав погано, Йоганн вигукував, що це ганьба для сім'ї. Йоганн був алкоголіком, ситуація посилилася, коли Марія померла в 1787 році, після чого сім'я все більше залежала від юного Людвіга. У 1789 році 18-річний Людвіг отримав наказ, в результаті якого половина платні Йоганна була передана йому на утримання сім'ї.
Йоганн помер в 18 грудня 1792 році, незабаром після того, як Людвіг переїхав до Відня вчитися у Йозефа Гайдна. 